# Хетська міфологія

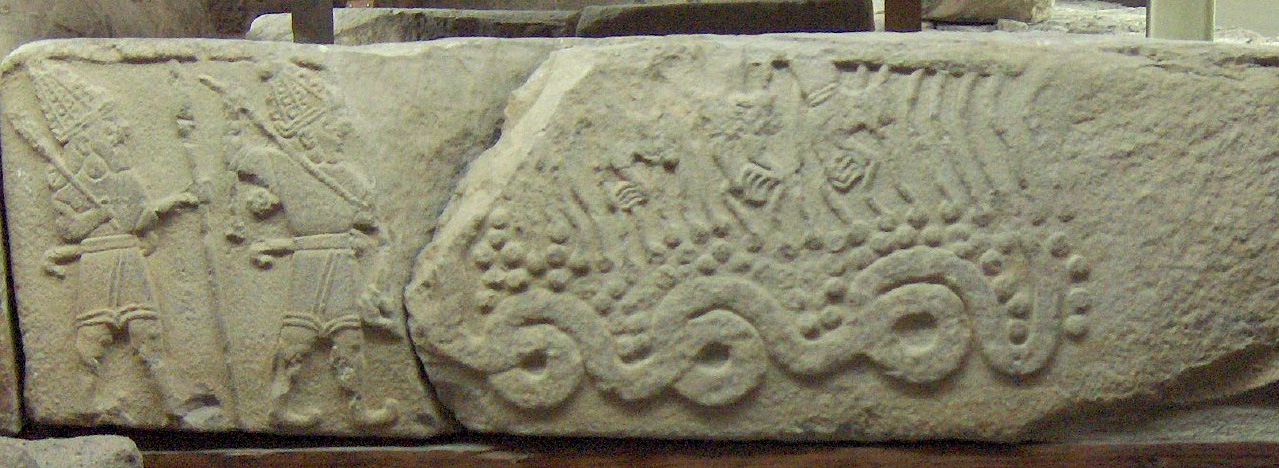
Небесні божества вбивають драконa Іллуянку, вапнякова плита з Левових воріт Малітії (Малатья), 850-800 роки до н. е.

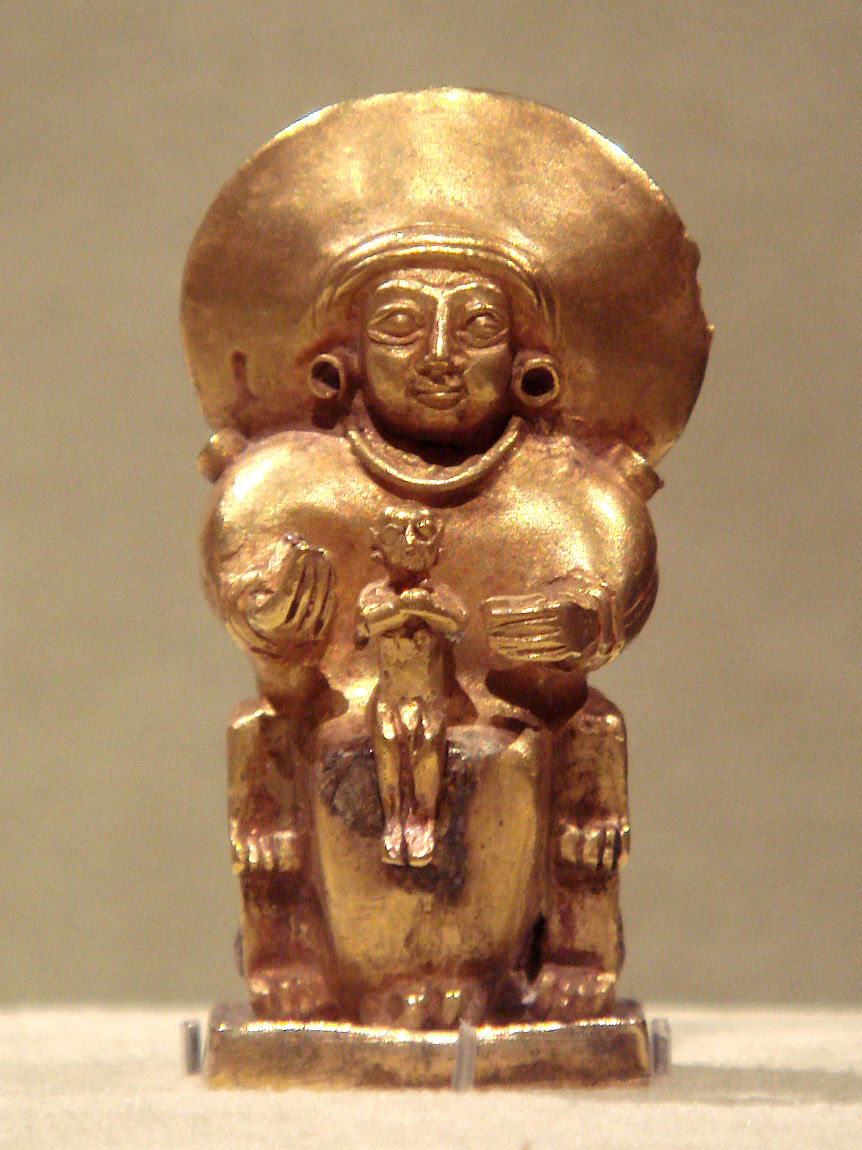
Статуетка хеттського божества з дитиною, XV—XIII століття до н. е., Анатолія

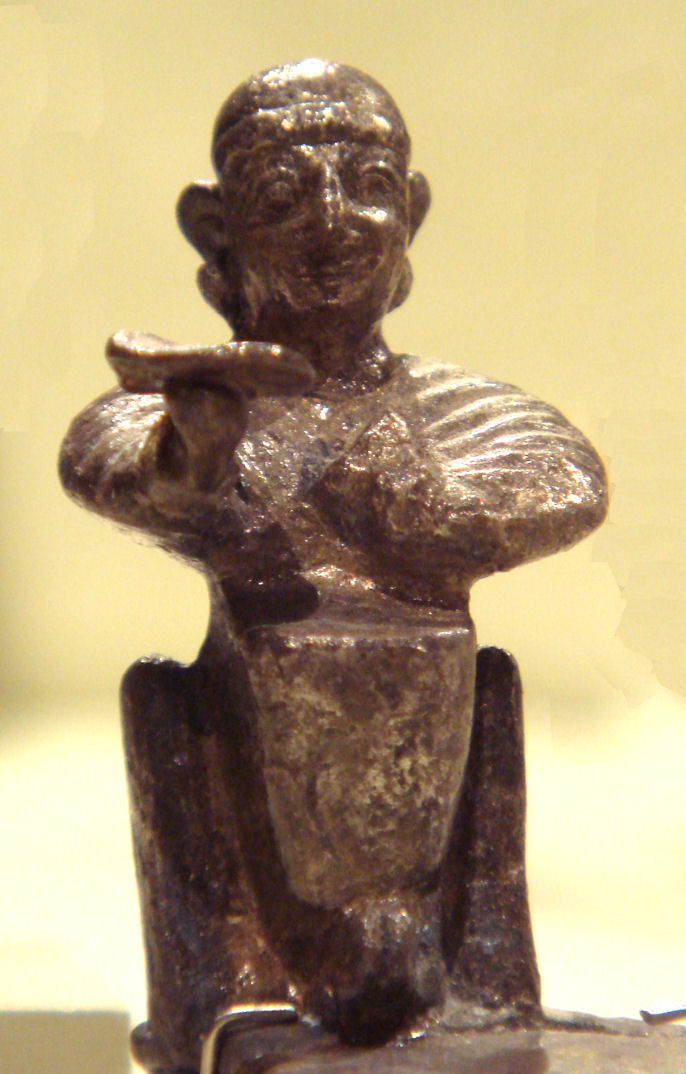
Статуетка хеттського божества, XIII століття до н. е.

Хе́т(т)ська міфо́логія — релігійні вірування і ритуали, що практикувалися в хетів.
Хетська міфологія розвивалася під впиливом давніх міфологічних уявлень племені хатті (протохеттів), чия мова була близька до абхазо-адигських мов. Царя хетів отожнювали з богом, і він мав необмежену владу головного жерця.

## Боги
Хеттський пантеон богів був політеїстичним. Хетти поклонялися ассирійським, вавилонським, шумерським і навіть індійським богам. Головними богами були бог сонця Естан, богиня сонця Вурунсему, бог ковальства Хасамілі, бог престолу Хальмсуїт, бог родючості Теленіку, богиня війни Інара. Особливими почестями наділялися бог грози Тешуб і його дружина Хепа, від імені якої пішло ім'я першої біблійної жінки Єви.
З об'єднанням країни в середині XVII століття до н. е. культ бога Тешуба став загальнодержавним. Його символами була двосічна сокира і двоголовий орел. Існував у хетів і культ Великої матері — богині родючості Кібели (Ма, Рея) і культ молодого бога родючості Аттіса.

## Релігійне життя

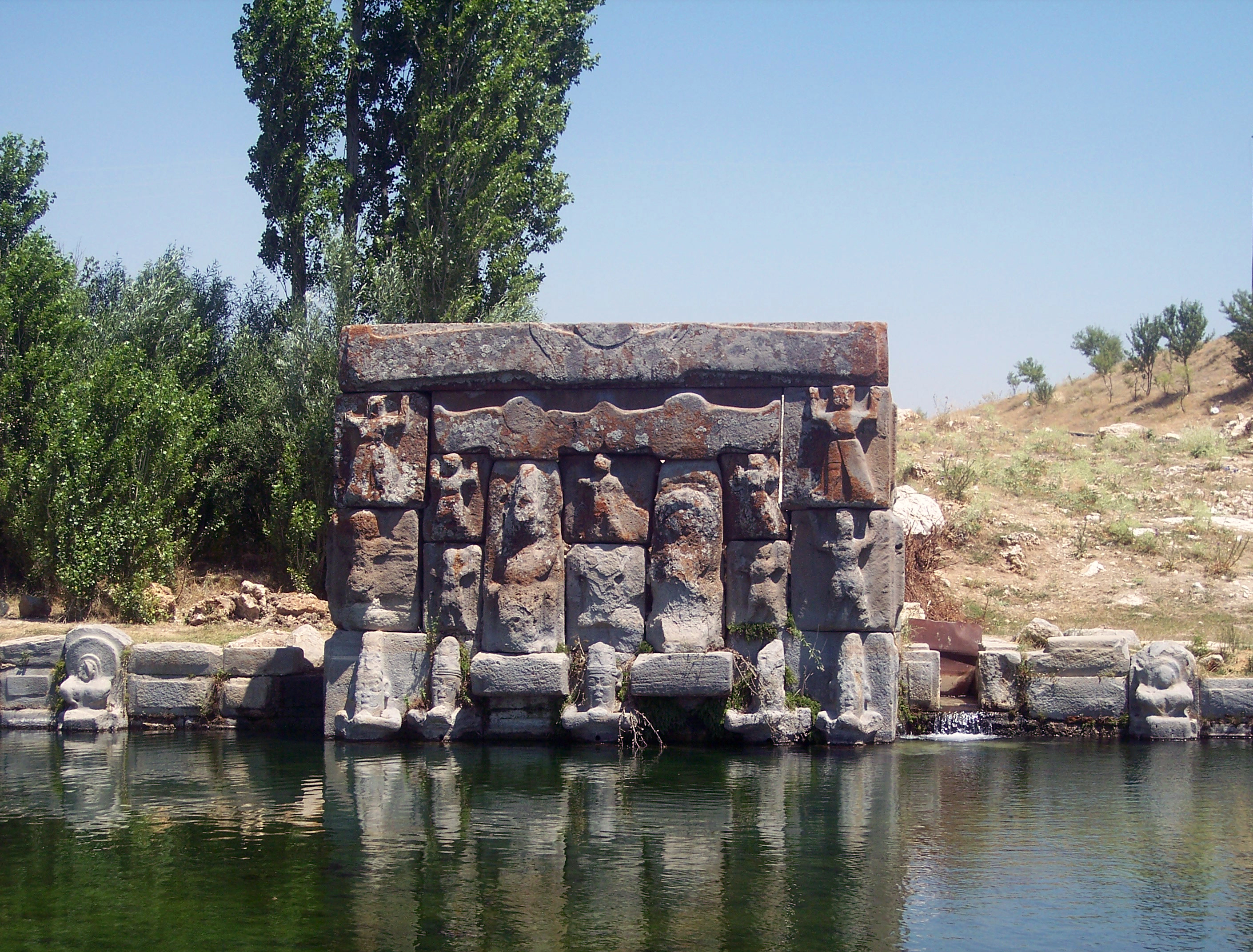
Руїни Ефлатунпінара, хеттського міста у турецькій Коньї

З утворенням економічно і політично самостійних областей в їх адміністративних центрах зводили храми на честь божеств, яких вважали покровителями і володарями цих земель. Господарська система уподібнювалася до храмового господарства. Храму належали раби, худоба, знаряддя праці.
Хетти приділяли особливу увагу поховальному культу своїх царів, спеціально споруджували храми — «кам'яні будинки», які згодом ставали культовими центрами. В їх релігії чітко окреслилося спільне для всіх релігій поєднання місцевих племінних культів у єдиний державний культ Тешуба. Держава сприяла зміцненню офіційної релігії, інші культи пепреслідувала. Так, друга таблиця хеттських законів містить положення:
|  | Якщо вільний вб'є змію і мовить ім'я іншого (бога), то він мусить дати 1 міну срібла, якщо це раб — то він повинен вмерти. |

Поширеним також було використання одного міфологічного сюжету стосовно різних богів. Наприклад, міф про божество, яке зникає, забираючи з собою родючість, а згодом, після довгих роздумів, повертається, відновлюючи родючість, пов'язують з богами сонця, грози та іншими.